# Úzka dolina
Úzká dolina horská dolina v Západních Tatrách vzniklá spojením Jamnické a Račkovy doliny. 
Protéká jí potok Račková. Vede skrze ní modře značený turistický chodník z jejího ústí od autokempu na Volovec a dále do Račkova sedla nebo na Jakubinu.